# Hutorok, Sakî
Hutorok (în ucraineană Хуторок) este un sat în comuna Ștormove din raionul Sakî, Republica Autonomă Crimeea, Ucraina.

## Demografie
Componența lingvistică a localității Hutorok
     Rusă (58,65%)
     Ucraineană (22,6%)
     Tătară crimeeană (18,27%)
Conform recensământului din 2001, majoritatea populației localității Hutorok era vorbitoare de rusă (58,65%), existând în minoritate și vorbitori de ucraineană (22,6%) și tătară crimeeană (18,27%).